# Francisco Bobadilla (guionista)
Francisco Bobadilla (n. Viña del Mar 25 de febrero de 1974) es publicista, realizador y guionista. Cocreador junto a Beatriz Buttazzoni) de la primera serie animada chilena Villa Dulce. Se destaca también por haber escrito numerosos guiones para series de televisión chilenas entre ellas Pulentos, Bienvenida Realidad, y las adaptaciones chilenas de La Nany , Casado con hijos , Aquí No Hay Quien Viva, La Bella Genio, Tres Son Multitud y Familia moderna .
En el año 2007 recibe junto a Luis Ponce, Luz Croxatto, Pedro Vidal, Julio Greene y Gonzalo Losada el Premio Altazor por mejor guion de televisión por la adaptación de la serie Casado con Hijos producida por Roos Film para Megavisión. Además a incursionado en la escritura de distintos formatos televisivos como la sitcom La Colonia donde fue editor de guiones de la segunda y tercera temporada. En el año 2007 funda la productora Renoloco Films en sociedad con el músico y productor musical Cristián Heyne. En el año 2010 se involucra en el desarrollo de tres proyectos cinematográficos Guanahani La Isla del Yak una película de animación que desarrolla en conjunto con el prestigioso director chileno Alejandro Rojas , un melodrama de ribetes adolescentes titulado Migas de Turrón y una comedia infantil llamada Janis Rockers. En el año 2012 y 2013 con el escritor Luis Ponce y el director Emilio Romero desarrolla la webisode Los Jetas que tuvo muy buena crítica y que desnuda una realidad oculta del prototipo de macho acomodado y chileno. Entre el 2013 y 2014 adapta el famoso formato de ABC MODERN FAMILY a la realidad Chilena para  MEGA y el 2015 se incorpora al Área Dramática del mismo canal liderada por la conocida directora María Eugenia Rencoret. Su primer trabajo en esta área es como parte del equipo de escritores de Eres mi tesoro la primera teleserie del mediodía del canal privado.
El año 2019 gana el fondo del CNTV para dirigir un nuevo show infantil llamado Pandamonkeys, la serie se estrena en abril de 2023 en el canal NTV.

## Filmografía
/* Filmografía */
- Villa Dulce- Sonia se va (2004)
- Villa Dulce- Dulce Navidad (2005)
- Migas de Turrón (2012–2013)
- Janis Rockers (2012–2013)
- Guanahani La Isla Del Yak (2012–2013)
- Pandamonkeys (2023)

### Guionista
- Villa Dulce (2004-2005)
- Bienvenida Realidad (2005)[5]
- Pulentos (2005-2009)
- La Nany (2006)
- Casado con hijos (2006-)[3]
- Tres son Multitud (2007-)
- Amango (2007-)
- Pulentos, la película (2007) (película)
- Mandiola y Compañía (2008)
- Química (2008)
- Aquí no hay quien Viva (2008) (adaptación)
- Mi Bella Genio (2009) (adaptación)
- 12 Días (2010) (Original)
- La Colonia (2011) (Head Writter)
- Los Jetas (2011) (Webisode)
- Guanahani La Isla del Yak (2012) (película de animación)
- Los Jetas (2012) (Webisode II Temporada)
- Modern Family (2013 -2014) (head writer adaptación)
- Eres mi tesoro (2015) (guionista)
- Amor en Línea (2016 -2017) (head writer adaptación)
- 12 días( Asesinato a Jaime Guzmán y Transantiago) (Historia original y guión)
- Casado con hijos (2023) (Guionista)
- Pandamonkeys (2021 - 2023) (Creador y Director)